# منعم‌الدین اوحدی
منعم‌الدین محمد حسینی اوحدی یکی از فعال‌ترین خوشنویسان شهر شیراز در قرن دهم هجری (شانزدهم میلادی) بود. از کارهای اولیه بدست آمده از او نسخهٔ خطی نظامی گنجوی می‌باشد که در ۹۰۹ ه‍.ق (۱۵۰۴ م) نوشته شده و اکنون در کتابخانه بادلین است.
نسخه‌ای از دیوان حافظ به خط او در مدرسه سپهسالار تهران موجود است که در تاریخ ۹۱۷ ه‍. ق نوشته شده و نسخه‌ای دیگر از همین کتاب به رقم او و به تاریخ ۹۲۳ قمری (۱۵۱۷ م) در کتابخانه کنگره نگهداری می‌شود.